# Агажанов, Артём Артёмович
Артем Артемович Агажанов (род. 3 февраля 1958, Москва) — советский и российский композитор и пианист. Преподаватель, автор инновационного учебного комплекса «Музыка. Теория и практика. Учебник»/ проекта ИКАМ (исполнительский комплексный анализ музыки).

## Биография
1958 — родился в Москве в семье музыкантов (отец, Артем Петрович Агажанов — специалист в области сольфеджио, автор известных учебников и трудов)
1965—1976 — обучение в Центральной музыкальной школе при Московской консерватории по специальностям фортепиано и сочинение
1976—1984 — обучение в Московской государственной консерватории им. Чайковского по специальностям сочинение и фортепиано (С. Баласанян и Н. Сидельников — сочинение, В. Горностаева — фортепиано)
1981 — н. время — творческая деятельность, концертные выступления в России и за рубежом
1983—2007 — преподавание в Центральной музыкальной школе
1984 — член Союза композиторов СССР, после распада СССР — член Союза композиторов России (Московского союза композиторов).
2005 — н. время — профессор университета «Сакуйо»(Япония)
2009 — н. время — руководитель специальных музыкальных проектов «Ассоциации лауреатов конкурса Чайковского»
2018 — н. время — создание и развитие авторского проекта ИКАМ (исполнительский комплексный анализ музыки), предмет изложен в учебном комплексе «Музыка. Теория и практика. Учебник» преподавание этого инновационного предмета в Московской государственной консерватории.

## Сочинение, характеристика творчества
Пройдя в своем творчестве естественный для композитора конца XX века путь и опробовав на практике различные, типичные для своего времени направления, жанры и техники: максимально структурированные, вплоть до сериализма, максимально свободные, вплоть до алеаторики, т. н. «атональность»- сложная тональность, «простая» тональность, джаз, поп-рок и т. д.), композитор постепенно осознал свои приоритеты. Как сформулировал сам Агажанов (эта фраза записана на одном из его дисков): «Музыка должна быть красивой, выразительной, человечной».
Важнейшую роль в становлении этого приоритета сыграло то, что на протяжении всей творческой жизни музыканта практически в равных пропорциях присутствовали сочинение и фортепианное исполнительство — как отмечал сам музыкант, постоянное общение с высокими образцами классической музыки, «постоянный разговор с великими музыкантами прошлого» не позволил удалиться от этих, обозначенных в цитате, общих для всех, целей.
Придя к такому осознанию приблизительно в 1990-е годы (знаковое сочинение — кантата «Путь поэта», 1989), в зрелом творчестве (приблизительно от 2000 г.), характерными чертами индивидуального стиля композитора становится свобода «перетекания» весьма контрастных стилей в рамках одного произведения, но здесь существенно, что это осуществляется не так, как в известном более раннем течении «полистилистика» (контрастное противопоставление стилей, подобное «составным формам»), а именно как естественное «прорастание» их внутри непрерывного развития одного произведения — наподобие сонатного принципа «производного контраста» (зрелые образцы: фортепианная пьеса «Время плакать, 1999», кантата «Кающийся грешник») . То есть этого требует именно содержание, смысл, выразительность музыки, а употребление той или иной стилистики и техники является лишь следствием, «служанкой» этих смыслов.
Работа в прикладных жанрах (театр, кино) также занимает заметное место в деятельности музыканта — она пришлась на 1995—2005 годы. Сотрудничество с К. Райкиным (театр «Сатирикон») — важная его часть.
Основные жанры сочинений: вокально-симфоническая, сценическая, симфоническая, камерная, хоровая музыка, музыка для театра и кино. Произведения композитора исполняются в России и за рубежом: в Австрии, Болгарии, Германии, Италии, Франции, Чехословакии, Японии.

## Список основных сочинений
Сценические:
- «Сказание о мести» (1986, балет-оратория по Н.Гоголю) сайт
- «Руслан, Людмила и Черномор» (2003, синтетический музыкальный спектакль-шоу по А.Пушкину, М.Глинке и другим) сайт  слушать

Вокально-симфонические
- «О прекрасном, печальном, забавном и горестном» (1983, 2-я кантата) сайт
- Gloria (1984, 3-я кантата) сайт  слушать
- «Путь поэта» (1989, 4-я кантата) сайт  слушать
- «Кающийся грешник» (2000, 5-я кантата) сайт

Симфонические:
- Симфония (1981) сайт
- «Pax in terra» («Мир на земле») (1983, симфоническая поэма) сайт  слушать
- «Порыв» (1987, увертюра) сайт
- «Сказание о мести» (2009, сюита из балета)

Хоровые:
- «Ленинградская беда» (1979, 1-я кантата) сайт
- «Траурные каноны» (1982) сайт
- «Вопль Иова» (2016, книга Иова, 3 глава) сайт  слушать

Камерные:
- «Видение» (1987, романтическая пьеса для скрипки и фортепиано) сайт
- Соната для виолончели и фортепиано (1985, «Соната для двух солистов») сайт  слушать
- Струнный квартет (1982) сайт

Камерные вокальные:
- Шесть японских хайку (1983, стихи Кобаяси Исса, Эса Сёхаку) сайт  слушать
- «Без следа» (1998, стихи М.Петровых) сайт  слушать
- «Вопль Иова» (2016, книга Иова, 3 глава — версия для голоса и фортепиано)     сайт

Фортепиано:
- «От 3 до 6» (1984) сайт  слушать
- Вариации на тему Шопена (1991) сайт
- «Время плакать, 1999» (1999) сайт  слушать

Театр, кино:
- «Колоброд» (1989, Мосфильм, реж. С.Ломкин) сайт  слушать
- «Взбунтуйте город, граф» (1992, Пермь, реж. С.Гурьянов) сайт  слушать
- «Ромео и Джульетта» (1995, «Сатирикон», реж. К.Райкин) — по Д.Верди сайт  слушать
- «Кьоджинские перепалки» (1997, «Сатирикон», реж. К.Райкин) — по Н.Рота сайт  слушать
- «Прощание в июне» (2002, Мосфильм, реж. С.Ломкин) сайт  слушать

## Исполнительство (фортепиано)
Исполнительство является равным по значению сочинительству в музыкальной деятельности Агажанова, формируя его музыкальную личность — в этом смысле он является продолжателем естественной традиции композиторов и исполнителей в одном лице. Эта традиция несколько угасла в XX веке лишь в академической музыке (но не в джазе или поп-музыке), что, как считает музыкант, привело к некоторым кризисным явлениям в развитии академической музыки в 20-м веке, лишило её естественных основ.
Кредо и особенностью исполнительского стиля Агажанова является стремление к максимальному постижению замысла автора — именно это ведет к истинной максимальной выразительности великих сочинений. Поэтому часто исполнения музыканта носят характер «реставрации», снятия вредных «наслоений», которые безосновательно, наперекор великому тексту наросли над многими произведениями, лишая их истинного задуманного смысла и выразительности (см. например: CD «Никому не известный Бах», Бетховен. Соната № 32, ор.111 или Рахманинов. Концерт № 3). Некоторые важные разъяснения по поводу отношения к непростому понятию «истинного стиля»: что в рамках данного стиля позволительно, а что нет (например, в рубато, педализации, динамике, интонировании), автор высказывает в развернутых текстах в дисках (см. буклет CD «Никому не известный Бах», с.14-16), его взгляды, выраженные в исполнении, очевидно гораздо шире некоторых принятых, но ничем убедительно не мотивированных рамок. Такие условные рамки мешают раскрыться истинной выразительности и смыслам, заложенным в великие произведения, по мнению Агажанова-исполнителя.
Помимо упомянутых, можно выделить как наиболее характерные, «знаковые» исполнительские записи А. Агажанова: Бетховен. Соната № 29, ор. 106 (Grosse Sonate fur das Hammmerklavier), Шуберт. «Скиталец», Шуман. «Юмореска», ор.20, Шопен. Ноктюрн cis-moll (op. post) и этюд 10-4, Равель. Вальс, Равель. Концерт № 1 G-dur, Скрябин. Соната-фантазия № 2, ор.19, Скрябин. Соната № 5, ор. 53.
Весь исполнительский (но также и композиторский, преподавательский) опыт А. Агажанова привел его к мысли о необходимости формулирования и фиксации основных положений исполнительского искусства, которые, к сожалению, столь широко и повсеместно нарушаются — в силу отсутствия доступного ясного свода очевидных положений (см. ниже раздел «Преподавание: ИКАМ и учебный комплекс „Музыка. Теория и практика. Учебник“»).

## Дискография
Сочинение:
- «Прощание в июне» (саундтрек) сайт  слушать
- Артем Агажанов. Камерная музыка  сайт
- «Край любимый сердцу снится» (16 песен Романова на стихи С.Есенина)  сайт
- «Путь поэта» (вокально-симфоническая поэма на стихи М.Лермонтова)  сайт  слушать

Исполнение:
- «Никому не известный Бах» (И. С. Бах. Шесть прелюдий и фуг из ХТК)   сайт  слушать
- «Песни земли и неба» (Бетховен. Соната № 32, ор.111, рассказ и исполнение)   сайт  слушать

## Преподавание (ИКАМ и учебный комплекс «Музыка. Теория и практика. Учебник»)
Весь разносторонний и обширный опыт А. Агажанова, как практический: композитора и исполнителя, так и преподавательский: на протяжении жизни музыкант преподавал практически все предметы как практического (композиторского и исполнительского), так и теоретического цикла, в основном в России и Японии, привел его к мысли о необходимости формулирования и фиксации основных положений исполнительского искусства.
Не вдаваясь в причины отсутствия (вплоть до настоящего момента) такого ясного базового свода положений, необходимых и неизбежных в деятельности каждого практикующего музыканта (что достаточно удивительно), Агажанов осуществил это начинание, создав фундаментальный труд «Музыка. Теория и практика. Учебник» (собственно учебник — 480 стр. и 17 приложений — 1280 стр.).
Главная идея этого труда — создание стройной, гармоничной системы музыкального образования — полной, без пробелов, с одной стороны, практичной и подъемной для любого пользователя — с другой. Отсекая все лишнее, непрактичное (наросшее за столетия существования системы профессионального музыкального образования), добавляя все необходимое, отсутствующее в ней, автор опирается на перечисленные им «музыкальные параметры» (их 15 [22]) то есть существующие средства музыкальной выразительности (мелодия, гармония, ритм, форма, фактура, тембр/звук, интонирование, артикуляция, фортепианная педализация и т. д.) — эти параметры составляют суть структуры книги и системы музыкального образования. Многие из этих параметров вообще отсутствуют в систематическом изложении и в качестве предмета изучения в традиционной системе. Концентрированно разъясняя каждый из параметров, в практической плоскости автор опирается на сформулированные положения («правила»), ведущие к наиболее выразительному исполнению любой музыки (вне зависимости от стиля). Такие положения так или иначе передаются учащимся всеми преподавателями, однако источник их получения и степень полноты неопределенны, поскольку получение таких знаний до сих пор носит случайный «изустный» характер (в силу отсутствия ясного концентрированного и полного источника).
Главные черты описываемого метода:
- соединение и слияние теории и практики
- максимальная связь и взаимное понимание единого музыкального процесса исполнителем и композитором
- заполнение пробелов в базовом музыкальном образовании
- значительное ускорение прохождение традиционных дисциплин (параметров): гармонии, формы, полифонии и т. д.
- формулирование полного свода «простых правил» исполнительского искусства[27]
- изложение четких методик анализа и примеры его в брошюрах-приложениях по ключевым параметрам (гармония, мотивное строение, фактура: клавирная и партитурная, форма)
- полное, завершенное представление о каждом из параметров (с использованием инновационных схем-таблиц, наподобие «таблицы Менделеева» в химии) - в отличие от ограниченного, "школьного" представления

Этот метод, воплощенный в предмете «Исполнительский комплексный анализ музыки» (ИКАМ), автор ведет его в Московской государственной консерватории и университете «Сакуйо», и изданном учебном комплексе «Музыка. Теория и практика. Учебник», является живым, развивающимся процессом (проектом). Суть этого процесса — в совершенствовании изложенных в базовом труде положений. Это осуществляется посредством включения в этот процесс всех лучших музыкальных творческих сил (что очень существенно — не только ныне живущих коллег, но и великих музыкантов прошлого, оставивших нам в разрозненном виде эти ценнейшие положения).

## Разные проекты
Помимо перечисленных основных направлений деятельности, в силу разносторонних интересов, А. Агажанов принимал также участие в музыкальных проектах различной направленности, среди них упомянем: «Приглашение к классической музыке» (мультимедийный образовательный проект, 2008), «Библейская музыка» (издательский и концертный мультимедийный проект: Президентский грант, 2009), «Дисклавир-Ямаха» (инновационный: Президентский грант, 2011).